# Francisco Pareja
Francisco Pareja (mort el 25 de gener de 1628) va ser un missioner franciscà espanyol a la Florida Espanyola, on fou assignat a la missió de San Juan del Puerto. Va esdevenir portaveu de la comunitat franciscana davant dels governs espanyol i colonial, fou un líder entre els missioners, i va exercir com a custodio per a la comunitat a la Florida. Després que l'organització franciscana va ser ascendida a província, Pareja va ser escollit com a provincial pels seus companys missioners en 1616.
Va ser conegut principalment per la seva labor de lingüista: va desenvolupar un sistema escrit pel timucua i va publicar en 1612 el primer llibre en una llengua ameríndia, un catecisme en espanyol i timucua. De 1612 a 1627 va publicar diverses obres en espanyol i timucua per al seu ús per part dels seus companys missioners; 6 de les seves obres s'han conservat. Va ensenyar als timucues a llegir i escriure en sis mesos.

## Joventut
Pareja probablement va néixer a Auñón (Guadalajara), a la diòcesi de Toledo, encara que es desconeix quan va néixer. Hauria estudiat en una escola i seminari allí.

## Carrera
Pareja va viatjar a Florida amb altres onze franciscans amb la finalitat d'establir missions pels amerindis de Florida. Va ser el tercer esforç espanyol per establir missions. Els germans continuaren els esforços anteriors sense èxit dels missioners jesuïtes, un dels quals havia estat martiritzat; els altres havien tornar a Espanya. Un grup de 13 franciscans van arribar al San Agustín en 1587. En el termini de cinc anys, la majoria dels franciscans s'havia desanimat per la seva falta de progrés i havia marxat.
Pareja va arribar a San Agustín en 1593 o començaments de 1594 i va treballar com missioner a la costa est de la península, especialment en San Juan del Puerto, la doctrina (missió) creada pels franciscans el 1587 a la vila principal del cacicat Saturiwa d'aquesta zona. El poble practicava l'agricultura intensiva, la caça i la pesca, i havia desenvolupat un govern.
Els franciscans desenvoluparen una organització de múltiples nivells, amb una doctrina com a base on un frare resident ensenyar el cristianisme. Altres llocs, anomenats visitas, van ser fundats als pobles més distants, on el frare resident visitava els diumenges i festius. El grup total de frares associats amb una doctrina s'anomenava custodia i dirigit per un d'ells, anomenat custodio. Pel 1602 la doctrina de San Juan del Puerto tenia nou visitas associades
La doctrina de Pareja es trobava a l'actual illa Fort George vora la desembocadura del riu St. Johns en l'actual Jacksonville. Un cacique governava la vila timucua que era associada amb San Juan del Puerto; el poble parlava el dialecte mocama. En 1603 una saturiwa que els espanyols anomenaven Maria fou cacica; l'any següent va dir als espanyols que el seu poble era complagut amb el pare Pareja. Ella podria haver governat en la dècada de 1620.
Pareja va aconseguir cert èxit amb els saturiwa; en 1602 hi havia 500 cristians en la seva custodia. Gairebé es van confirmar aquest nombre durant una visita el 1606 del bisbe Altamirano, incloent la Cacica Maria i cinc dels seus cacics subordinats de la zona.

### Desenvolupant el timucua escrit
En el seu èxit més significatiu, Pareja va desenvolupar una forma de llenguatge escrit per a la llengua timucua. El seu catecisme en espanyol i timucua, publicat en 1612, va ser el primer llibre escrit en una llengua indígena de les Amèriques. Des de 1627 va publicar nombrosos altres treballs en ambdós idiomes. Gràcies als seus llibres i ensenyaments, tant homes com dones timucua van aprendre a llegir i escriure en menys de sis mesos. Van ser capaços d'escriure cartes a si en la seva llengua. Les seves obres van ser distribuïdes a altres franciscans i els va permetre alfabetitzar i cristianitzar els timucua. Des del segle xx, la seva obra també ha estat estudiada per la seva anàlisi de l'etnografia dels pobles indígenes.
Pareja també treballà a la Missió de San Pedro de Mocama a l'illa Cumberland (actualment Geòrgia), on va servir els Tacatacuru, un altre grup de parla mocama. S'hi trobava allí durant la revolta Guale de 1597. Fou l'últim guardià, o funcionari, del monestir de la Immaculada Concepció a San Agustín. Durant 1609-1612 va servir com a custodio dels Franciscans de Florida.
Quan l'organització de l'església franciscana a Florida i Cuba va ser elevada al rang de provincia anomenada Santa Elena de la Florida en 1616 Pareja va ser escollit provincial pels seus companys franciscans. Cercant més suport financer dels franciscans, va escriure al govern colonial, que semblava afavorir els soldats: "nosaltres som els que suporten la càrrega i les calors, i som nosaltres els qui sotmetem i conquerim la terra." L'últim registre contemporani d'ell fou la referència d'un company franciscà al seu treball a la Florida en el llibre publicat en 1627.
En el seu últim càrrec, Pareja es va unir a la Província del Sagrat Evangeli a Mèxic. Va morir a Mèxic en 1628.

## Obres
Pareja és conegut per haver publicat els primers llibres en una llengua indígena del que ara són els Estats Units. Va publicar diversos llibres entre 1612 i 1627 en timucua i castellà. Les seves obres conegudes són: 
- Catecismo En lengua Castellana y Timuquana (Mexico, 1612)
- Catecismo y Breve Exposición de la Doctrina Cristiana" (Mexico, 1612)
- Confessionario En lengua Castellana y Timuquana Con algunos consejos para animar al penitente (Mexico, 1613)
- Gramatica de la lengua Timuquana de Florida (Mexico, 1614)
- Catecismo de la Doctrina Cristiana En lengua Timuquana (Mexico, 1617)
- Catecismo y Examen para los que Comulgan, En lengua Castellana y Timuquana (Mexico, 1627)

A més, fou conegut per haver publicat dues obres religioses i compilar un diccionari, que no s'ha trobat.